# پلیموث (خودرو)
پلیموث (انگلیسی: Plymouth) شرکت خودروسازی آمریکایی بود، که در سال ۱۹۲۸ تأسیس و در سال ۲۰۰۱ منحل شد.